# Indiai papagájamandina
Az indiai papagájamandina vagy vöröshasú papagájamandina (Erythrura prasina) a madarak osztályának a verébalakúak (Passeriformes) rendjébe, ezen belül a díszpintyfélék (Estrildidae) családjába tartozó faj.

## Rendszerezése
A fajt Anders Erikson Sparrman svéd természettudós írta le 1788-ban, a Loxia nembe Loxia prasina néven.

## Alfajai
- Erythrura prasina prasina (Sparrman, 1788) – India, Szumátra, Jáva, Thaiföld, Laosz és Kambodzsa
- Erythrura prasina coelica E. C. S. Baker, 1925[2] – Borneó

## Előfordulása
Ázsiában, Brunei, Kambodzsa, Indonézia, Laosz, Malajzia, Mianmar és Thaiföld területén honos. Természetes élőhelyei a szubtrópusi és trópusi síkvidéki esőerdők és cserjések. Állandó, nem vonuló faj.

## Megjelenése
Testhossza 15 centiméter. A legtarkább papagájamandina faj. 
A hím homloka, fejoldalai, a torok, a mell elülső része kobaltkék, a kantár fekete. A felső farokfedők élénk vörös színűek. A fejtető, a nyak, a hát, a farcsík fűzöld, az evezőtollak zöldek v. sötétbarnák, zöldes szegéllyel. A középső faroktollak kissé hosszabbak, vörös színűek, a többiek vörösesbarnák. A testoldalak sárgásbarnák, a mell és a has középső része vörös. A szem barna, a láb barnássárga, a csőr fekete. A tojó fején és a torkán a kék színt zöld helyettesíti. A has barnásszürke színű. A fiatalok kevésbé színesek.
|  |

## Életmódja
Kisebb csapatban keresgéli fű és bambuszfélék magjaiból álló táplálékát. A rizsföldeken nagy károkat okoz.

## Szaporodása
Nagy magasságban, fára építi gömb alakú, oldalbejárattal ellátott fészkét. Fészekalja 4-6 tojásból áll, melyen 12-14 napig kotlik. A fiókák 32-35 napos korukra válnak önállóvá.

## Természetvédelmi helyzete
Az elterjedési területe rendkívül nagy, egyedszáma pedig stabil. A Természetvédelmi Világszövetség Vörös listáján nem fenyegetett fajként szerepel.